# دوئل (رمان)
دوئل (به‌روسی:Дуэль)رمانی از نویسنده روسی آنتون چخوف که در سال ۱۸۹۱ انتشار یافت.
کتاب دوئل، اثری نوشته ی آنتون چخوف است که اولین بار در سال ۱۸۹۱ وارد بازار نشر شد. داستان این اثر درباره ی مردی به نام لائفسکی است که پس از فرار با زنی متأهل به نام ناديژدا فيودورونا، با آرزوی آغاز یک زندگی جدید در یک شهر کوچک ساحلی زندگی می کند. اما این آرزو به هیچ جا نمی رسد زیرا لائفسکی تمام وقت خود را صرف میخوارگی و قمار می کند و نادیژدا نیز وارد روابط دیگری می شود. لائفسکی دوباره نقشه ای برای فرار می کشد اما این بار بدون معشوقه اش و همین اتفاق، باعث بروز مجادله ای میان او و مردی عقل گرا به نام فن کورن می شود. فن کورن، به قوانین انتخاب طبیعی داروین و از بین رفتن موجودات ضعیف و بی فایده اعتقاد دارد. اما مجادله بالا می گیرد و این دو تصمیم می گیرند که با هم دوئل کنند. ون کورن مصمم است که درسی فراموش نشدنی به لائفسکی بدهد. کتاب دوئل، داستانی درباره ی ضعف های انسان، امکان بخشش، و توانایی ذاتی افراد در تغییر زندگی و رفتار خودشان است.

## داستان
ایوان آندریچ لایوسکی یک اشراف‌زاده تحصیل کرده روسی است که با زنی متاهل به نام نادژدا فیودورونا به دهکده‌ای در دریای سیاه فرار کرده است. هنگامی که رمان شروع می شود، او از عشق نادژدا فئودورونا که با مردان دیگر رابطه دارد، دلسرد شده و می‌خواهد او را ترک کند. او نامه‌ای دریافت می‌کند که به او خبر می‌دهد شوهرش فوت کرده‌است. با این حال، نامه را در کتابی پنهان می‌کند و در مورد آن به او چیزی نمی‌گوید.